# 마트베이 자하로프

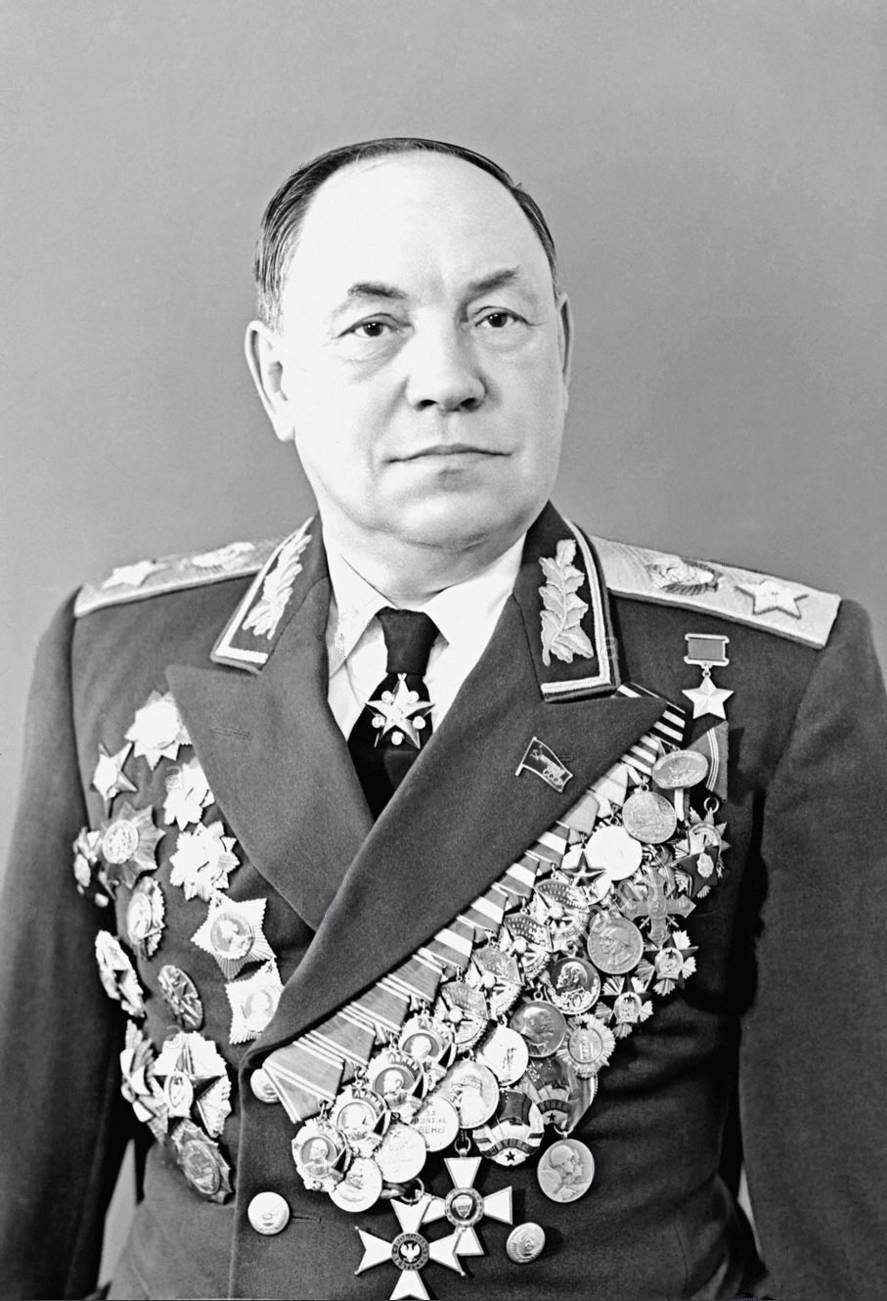

마트베이 바실레비치 자하로프(러시아어: Матвей Васильевич Захаров) (1898년 8월 17일 – 1972년 1월 31일) 은 제2차 세계 대전에서 활약한 소련의 군인이다. 그는 소비에트 연방 원수까지 승진했으며, 소련군 총참모장, 국방장관대리를 역임했다.
트베리에서 빈농의 아들로 태어났다. 10월 혁명이 발발하자 볼셰비키당의 무장조직인 적위대에 참가했다. 적위대는 후에 붉은 군대로 개편되었다. 1917년부터 클리멘트 보로실로프 휘하에서 러시아 내전에 참전하였다. 1928년 프룬제 군사 아카데미를 졸업하고, 1937년에는 소련 참모 아카데미를 졸업하였다. 이후 레닌그라드 군관구의 참모장이 되고, 1940년에는 오데사 군관구의 참모장을 역임했다.
바르바로사 작전이 개시되어 독일군이 소련을 침공하자, 그는 오데사 군관구 관할인 남부전선에서 싸웠다. 그러나 모스크바 공방전 당시인 1941년 말에 북부로 전임되어 북서전선군의 참모장이 되었다. 1943년에는 스텝전선군의 참모장이 되었고, 이 전선군은 후에 제2 우크라이나 전선군으로 이름을 바꾼다. 그는 이때 독일군에 대한 작전을 입안하는데 큰 재능을 발휘하였다. 자하로프는 참모장교로서 지휘관이었던 이반 코네프와 로디온 말리놉스키를 보좌하였다. 독일과 전쟁이 끝나자 극동으로 파견되어 일본에 대한 공세를 입안하였다.
전후에 자하로프는 계속 군 고위직을 맡았고, 1959년 5월에 소련방 원수에 임명되었다. 이후 소련군 총참모장, 소련 국방장관을 역임하였다. 1971년 은퇴하였고, 1972년 사망하였다. 국가에 대한 기여가 인정되어 유해는 다른 저명인사들과 마찬가지로 화장되어 크레믈린 벽에 안장되었다.